# Head to Toe
Head to Toe è un EP del gruppo musicale statunitense The Breeders, pubblicato nel 1994.

## Tracce
1. Head to Toe (Josephine Wiggs) – 2:06
2. Shocker in Gloomtown (Robert Pollard) – 1:17
3. Freed Pig (Lou Barlow) – 2:35
4. Saints (Kim Deal) – 2:32